# Nowyj Swit (Kalmiuske)
Nowyj Swit (ukrainisch Новий Світ; russisch Новый Свет/Nowy Swet) ist eine Siedlung städtischen Typs in der Oblast Donezk im Osten der Ukraine mit etwa 9000 Einwohnern.

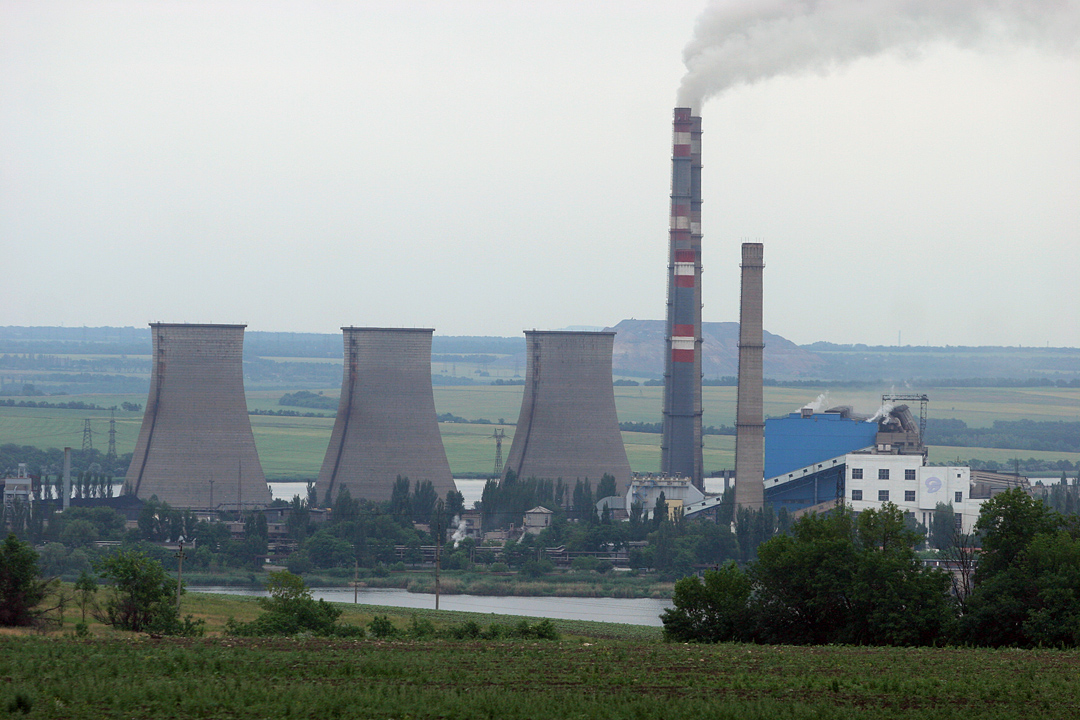
Kraftwerk beim Ort

Die Siedlung ist im Donezbecken, etwa 6 Kilometer nördlich der Rajonshauptstadt Starobeschewe sowie 20 Kilometer südöstlich vom Oblastzentrum Donezk am Fluss Kalmius bzw. dem hier angestauten Starobeschewer Stausee gelegen.
Der Ort wurde 1954 als Arbeitersiedlung für den Bau des Kraftwerks Starobeschewe errichtet und besitzt seit 1956 den Status einer Siedlung städtischen Typs.
Seit Ende Juli 2014 ist die Siedlung als Folge des Krieges in der Ukraine in der Hand von prorussischen Separatisten.